# Død
Død er betegnelsen for afslutningen på alle biologiske organismers liv. Død kan enten betegne en hændelse eller en tilstand. Mange forskellige faktorer kan resultere i en organismes død; jagt, sygdom, ødelagte livsbetingelser, alderdom, underernæring eller fysiske skader. De primære dødsårsager for mennesker i den vestlige verden er sygdomme i forbindelse med alderdom, idet organismen så at sige har "slidt sig op", og de enkelte organer derfor ikke længere formår at udføre deres normale funktioner.
Forståelsen af døden har ændret sig gennem historien, og der kan være forskellige opfattelser inden for samme kultur. Traditioner og praksisser, der er relateret til død, er imidlertid udbredte over hele verden. De er en vigtig del af den menneskelige kultur, og de er centrale i mange religioner og filosofiske livsanskuelser.
Inden for lægevidenskaben er kriterierne for definitionen af død blevet mere komplicerede, efterhånden som videnskaben og teknologien har udviklet sig.

## Dødsprocessen
Hvis døden skyldes en langvarig sygdom eller alderdom, kan dødsprocessen inddeles i led:
1. Afmagringen bliver ekstrem, næsen tilspidses, øjnene synker ind, trækkene slappes, hagen synker ned, alle muskler slappes, øjnenes bevægelser følges ikke ad, blikket bliver stift og stirrende, hornhinden bliver uklar (brustent øje), pupillerne bliver ubevægelige, der indtræder stærk bleghed, og på grund af hjertets synkende kraft begynder blodet at synke til de lavest liggende dele af legemet.
2. Huden bliver kølig og dækkes ofte af sved.
3. Åndedrættet bliver svagere, først hyppigere og overfladisk, senere med lange mellemrum, så at de synes ligesom helt ophørte og får til sidst karakteren af dybe suk eller gisp.
4. Pulsen bliver mindre og mindre, kan til sidst slet ikke føles, kun hjerteslaget kan endnu ofte opfattes ved stetoskopisk undersøgelse eller lignende.
5. Bevidstheden omtåges lidt efter lidt, men vender ofte for nogle øjeblikke tilbage kort før dødens indtrædelse. Af sanserne svinder som regel først smagen og lugten, der efter synet og til sidst følesansen og hørelsen. På grund af den tiltagende almindelige lammelse afgår ofte urin og ekskrementer uvilkårlig, og den døende formår ikke at bringe den i luftrøret ansamlede slim op, hvorved opstår den såkaldte "dødsrallen", lige så lidt som at synke selv flydende ting.
6. Hyppig finder en dødskamp (agoni) sted, idet den døende lige som kæmper for livet, gør anstrengelser for at få luft, kaster sig urolig, fægter med arme og ben, klager højt. Desuagtet er døden kun sjældent ledsaget af egentlig smerte, idet enten er bevidstheden så tilsløret, at den døende intet sanser, eller dødens nærhed mærkes ikke. Og selv, hvor den døende erkender dette, er dog sædvanlig i dødsøjeblikket ingen dødsangst.
7. Er døden indtrådt, forøges den allerede tilstedeværende bleghed og kulde af huden, og legemets temperatur synker. Dog iagttages, især når døden indtræder under en stærk feber, ofte en yderligere stigning af temperaturen i legemets indre endnu en kort tid efter døden. Snart indfinder sig imidlertid som tegn på, at døden virkelig er indtrådt, den såkaldte "dødsstivhed", og blodets sænkning til de lavest liggende dele af legemet viser sig som de såkaldte ligpletter. Først når dødsstivheden er forsvundet, begynder forrådnelsen.

## Dødstegn
Dødstegn udvikler sig fra dødsøjeblikket og er de forandringer, som ethvert organisk legeme er underkastet, når det ikke længere er under indflydelse af livsvirksomheden. Disse senere dødstegn er: legemets afkøling, optræden af ligpletter, dødsstivhed samt forrådnelse.

### Afkøling
Afkølingen begynder straks efter døden og skrider frem, til liget har antaget omgivelsernes varmegrad. Dog må her bemærkes, at man har observeret en indre temperaturstigning straks efter døden, men kun af kortere varighed. Snart gør afkølingen sig gældende. Hvor grænsen skal sættes for den temperatur, der er uforenelig med livets beståen, er det ikke godt at sige, men det synes dog, at når et menneskes indre temperatur, målt i endetarmen, går ned under 30 °C eller bliver stående her i nogen tid, så vil personen dø, og en temperatur under den nævnte grænse må foreløbig anses for et sikkert dødstegn. Hvor lang tid, der skal gå efter døden, for at denne kritiske grænse, og hvor lang tid for at den omgivende lufts temperatur skal nås, er ganske varierende efter tilstanden før døden (feber eller normal temperatur, fedme eller magerhed, sommer eller vinter, tildækket eller nøgen tilstand med mere). Det kan derfor vanskeligt lade sig gøre - uden som et løst skøn - at afgøre efter ligets temperatur hvor længe, det er siden, at døden indtrådte.

### Ligpletter
Ligpletterne er blå eller lilla pletter på de lavest liggende dele af legemet, der skyldes blodets nedsynken til disse partier, og den begynder så snart, blodcirkulationen er ophørt. Ved langvarige, tærende lidelser med hjertelammelse kan ligpletterne synes at indtræde før døden (sammenlign hypostase). I andre tilfælde kan der hengå timer efter døden, før de viser sig. De kan vanskelig forveksles med andre farvninger af huden og er derfor at anse for et godt dødstegn.

### Dødsstivhed
Dødsstivheden er et af vore fortrinligste dødstegn så længe, den holder sig, efter som den for en opmærksom iagttager næppe kan forveksles med noget fysiologisk forhold. Men da den ophører efter nogen tids forløb, og da den desuden taber sig ved bøjning af lemmerne, må man have opmærksomheden henvendt herpå for ikke at lade sig narre ved dens ikke-tilstedeværelse.

### Forrådnelse
Forrådnelsen er det sidste og mest afgørende af alle dødstegn, idet denne ikke kan optræde hos et individ i dvale. På den anden side må det erindres, at en sygdom kan fremkalde sådan forandring af enkelte legemsdele, at disse må siges at være i forrådnelse (fx koldbrand), så at stanken kan lade os tænke på forrådnelsens indtræden, uden at denne dog er til stede for hele legemets vedkommende. Det er foruden stanken den grønne farvning af underlivet, løsningen af overhuden, farvning af huden, hvor der ligger blodkar under den, hvor efter vi dømmer, at forrådnelsen er indtrådt. Men i hvilken rækkefølge, disse fænomener fremtræder og hvor snart efter døden, afhænger af flere forskellige forhold. Forrådnelsen kommer hurtigere ved varme, langsommere ved kulde, hurtigere hos mennesker med betændelsessygdomme (fx barselfeber), langsommere hos sunde. Der er tilfælde, hvor et lig slet ikke rådner, fx i frost eller moselig.
Jævnsides med forrådnelsen optræder en del dødstegn, som beror på udtørringen af enkelte dele af legemet, dels ved at væsken trækker sig bort til andre dele af legemet, dels ved at vandet fordamper. Således afhænger de "brustne øjne" til dels af, at væsken fra øjeæblet trækker ud og senere fordamper. De "brustne øjne" begynder ved selve dødens indtræden og viser sig ved en delvis udspiling og stivhed af pupillen, ved tab af glans af hornhinden og ved tab af spænding. Senere hen tiltager alle disse forhold, og når forrådnelsen indtræder, synker øjeæblerne stærkt sammen. Mens de "brustne øjne" på de senere stadier er lette at erkende også for lægfolk, så er det ofte vanskeligt at erkende dette forhold straks, og til en vis grad kan man se brustne øjne uden, at døden er indtrådt eller indtræder, fx ved dybe besvimelser.
Af virkelige fordampningsfænomener må anføres pergamentagtig udtørring af læber, næse, øjenlåg, øren og fingerspidser.
Det vil af ovenstående være klart, at det ikke går an at opstille et enkelt kendemærke som ganske afgørende og nødvendigt dødstegn. Der imod vil en sammenstilling af flere dødstegn altid sikre os mod en miskendelse af, om døden er indtrådt eller ikke, i hvert fald gælder dette, hvor der er tale om ligsyn udført af en uddannet læge eller en med lig meget fortrolig person.

## Opfattelser af døden
Døden refererer til afslutningen af livet og den irreversible ophør af livsfunktioner. Den præcise natur og forståelse af døden varierer imidlertid betydeligt mellem forskellige kulturer, religioner og filosofiske traditioner. Her er nogle perspektiver på døden fra forskellige synsvinkler:

### Biologisk perspektiv
Biologisk set betragtes døden som øjeblikket, hvor kroppens vitale funktioner ophører irreversibelt. Dette inkluderer ophør af hjerteaktivitet, vejrtrækning og hjernefunktion.

### Medicinsk perspektiv
Det medicinske perspektiv på døden henviser primært til den biologiske og fysiologiske forståelse af, hvordan kroppens vitale funktioner ophører irreversibelt.
I mange medicinske sammenhænge defineres døden som hjernedød. Hjernedød opstår, når alle aktiviteter i hjernen stopper, inklusive bevidsthed, reflekser og hjernebølger. Hjernedød betragtes ofte som den biologiske grænse for livet, og når det bekræftes, kan det føre til afslutning af livsopretholdende foranstaltninger.
Klinisk død refererer til ophør af hjerteaktivitet og vejrtrækning. I nogle tilfælde kan klinisk død være reversibel, især når livsopretholdende foranstaltninger iværksættes straks. Hvis disse foranstaltninger ikke genopretter hjerte- og lungefunktionen, kan klinisk død udvikle sig til biologisk irreversibel død.
I mange jurisdiktioner kræves en dødsattest, der udstedes af en læge, for at bekræfte døden. Dødsattesten indeholder ofte information om årsagen til døden og tidsmæssige omstændigheder.

### Filosofiske perspektiver
Nogle filosofiske traditioner betragter døden som en naturlig del af livet og fokuserer på, hvordan erkendelse af dødelighed kan forme ens holdning til livet. For eksempel udforsker nogle filosofier ideen om, at bevidstheden om døden giver livet mening og værdi.

### Religiøse perspektiver
De religiøse perspektiver på døden giver et glimt af, hvordan døden forstås inden for forskellige trosretninger, og hvordan troen på det hinsidige liv former folks opfattelse af døden og deres liv her på jorden:
I kristendommen betragtes døden som en overgang til en anden form for eksistens. Mennesker, der praktiserer kristendom, tror ofte på opstandelsen, hvilket indebærer, at sjælen overlever døden og genforenes med kroppen ved opstandelsen. Dette er en central del af den kristne tro på, at Jesus Kristus opstod fra de døde, og at hans tilhængere vil opleve opstandelse på dommens dag. Troen på efterlivet er også central, hvor mennesker antages at blive enten belønnet med evigt liv i Guds nærvær eller straffet baseret på deres liv og tro.
Indenfor islam opfattes døden som overgangen til det evige liv. Troen på en dommedag, hvor mennesker vil blive dømt baseret på deres handlinger i dette liv, er en central del af islam. I det efterfølgende liv vil mennesker opleve enten paradiset (Jannah) eller helvede (Jahannam). Dette liv anses som en prøve, og de handlinger, som folk udfører, afgør deres skæbne i det hinsidige.
Inden for jødedommen er opfattelsen af døden og det hinsidige liv også en integreret del af troen. Jødedommen betragter døden som en naturlig del af livet, men troen på, at sjælen overlever døden, er dybt rodfæstet. Der er tro på, at Gud er den, der giver livet og tager det tilbage. Inden for jødedommen er der også en tro på opstandelsen af de døde, hvor sjælene vil genforenes med kroppen ved Messias' komme. Jødedommen tror på en sidste dom, hvor Gud vil vurdere hver persons handlinger. Denne bedømmelse vil afgøre, om sjælen vil opleve evigt liv eller straf.
Indenfor hinduismen ses døden som en del af den kosmiske cyklus af genfødsel (samsara). Mennesker tror på, at sjælen (atman) gennemgår en række genfødsler, påvirket af karma (handlingernes konsekvenser), indtil den opnår moksha. Moksha er frigørelse fra cyklussen af genfødsel og foreningen med den universelle sjæl (Brahman). Døden betragtes som en overgang, og ritualer såsom kremering og begravelse er vigtige for at hjælpe sjælen med at rejse til det næste liv.